# Zámělíč (przystanek kolejowy)
Zámělíč – przystanek kolejowy w miejscowości Mutěnín, w kraju pilzneńskim, w Czechach. Położona jest na wysokości 415 m n.p.m.
Na przystanku nie ma możliwość zakupu biletów, a obsługa podróżnych odbywa się w pociągu. 

## Linie kolejowe
- 182 Staňkov - Poběžovice